# NGC 6934
NGC 6934 es un cúmulo globular en la constelación de Delphinus. De magnitud aparente 8,9, su estrella más brillante es de magnitud 10, siendo un objeto desafiante para instrumentos inferiores a los 20 cm de abertura.
Se encuentra a 51.200  años luz de la Tierra y a 41.700 años luz del centro galáctico. Es un cúmulo antiguo, cuya edad se estima en 13.000 años.
Fue descubierto por William Herschel en 1785.